# An der schönen blauen Donau (1926)
An der schönen blauen Donau ist eine deutsch produzierte, Wiener Stummfilmromanze aus dem Jahr 1926 von Friedrich Zelnik mit seiner Ehefrau Lya Mara in der weiblichen Hauptrolle. Harry Liedtke und Ernst Verebes verkörpern die beiden Männer, die um sie werben. 

## Handlung
Romantisches aus der k.u.k.-Zuckergusswelt der Berliner Traumfabrik oder wie es Paimann’s Filmlisten formulierten: “Ein echter Wiener … Film, der die alte Kaiserstadt und ihre Bewohner so bringt, wie die in Aller Erinnerung fortleben, mit ihrer goldenen Leichtlebigkeit und einem Schuß Sentimentalität”. Im Zentrum des Geschehens steht die herzige Ur-Wiener Tänzerin Mizzi Staudinger, die von gleich zwei hochadeligen, kaiserlich-königlichen Offizieren, dem älteren Graf Oskar Zirsky und seinem jüngeren Vetter Graf Rudi Zirsky, hofiert wird. Während der eine sie keck zu erobern versucht und sich dafür eine Abfuhr einhandelt, erobert der reifere der beiden ihr Herz. Eigentlich war dies so nicht geplant, denn Graf Oskar sollte Jungspund Graf Rudi von unstandesgemäßen Techtelmechteln fernhalten, um eine etwaige Mesalliance zu verhindern. Nun aber will Oskar selbst unbedingt das süße Wienermädel heiraten. Der wütende Onkel Erbgraf Zirsky, ein kauziger alter Mann mit notorisch schlechter Laune, ist vehement dagegen, und es bedarf daher an der schönen blauen Donau der Intervention seiner erlauchtesten Hoheit Erzherzog Ignaz, der, in der Funktion eines Postillons d’amour, die Dinge wieder richten und dem verschrobenen, standesdünkelnden Erbgrafen dessen Zustimmung zur Eheschließung entlocken soll (was schließlich auch, happyendgerecht, gelingt).

## Produktionsnotizen
An der schönen blauen Donau entstand im Filmatelier von Staaken bei Berlin. Der Film passierte am 26. Juni 1926 die Zensur und wurde am 16. August desselben Jahres im Berliner Capitol am Zoo uraufgeführt. Der für die Jugend verbotene Film besaß sieben Akte, verteilt auf 2690 Metern Länge.
Andrej Andrejew und Jacques Rotmil gestalteten die Filmbauten.

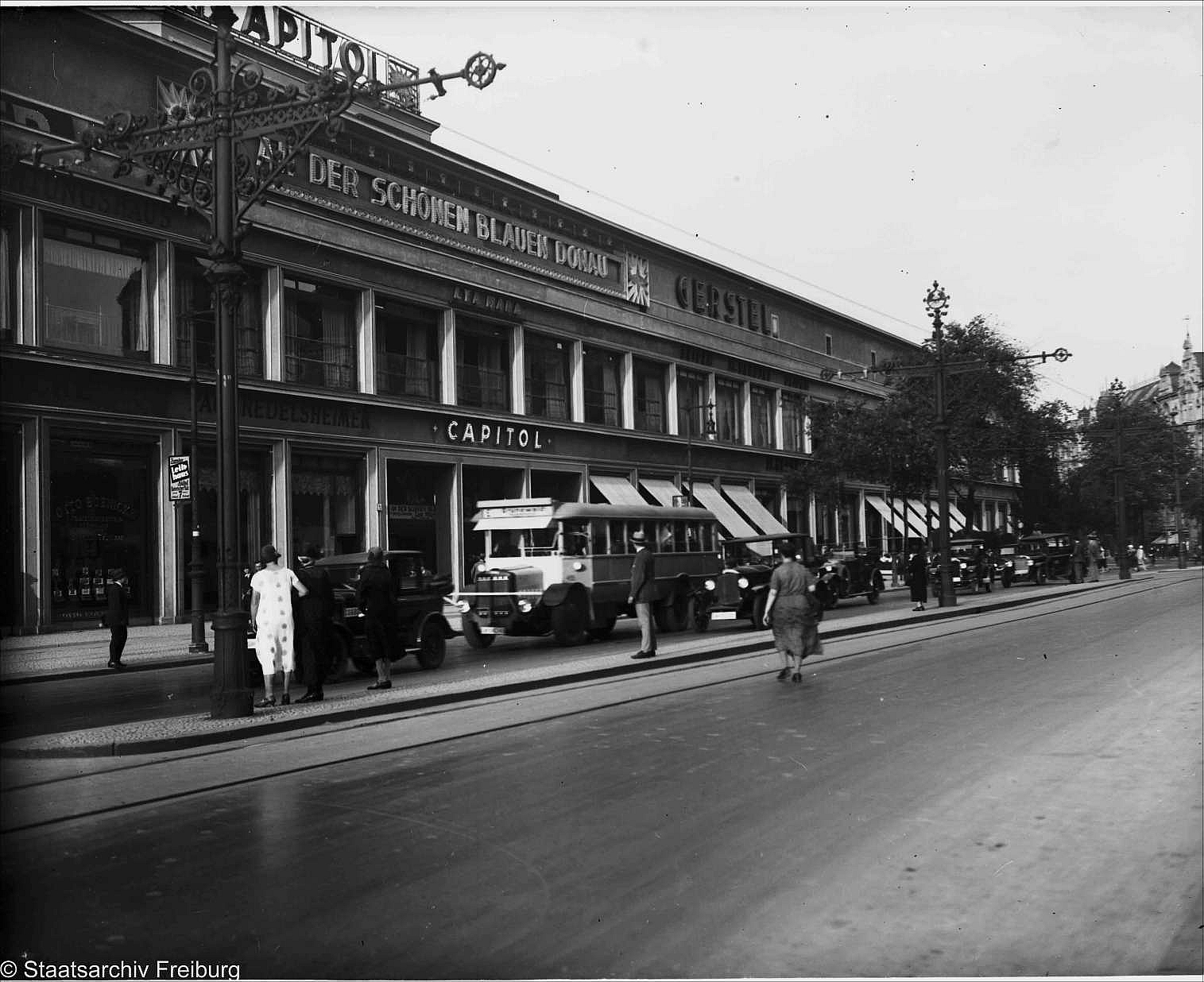
Kino Capitol mit Werbung für den Film, August 1926

## Kritik
„Das Filmbuch ist leichtflüssig, die Regie im Walzertakt arbeitend, die Darstellung in allen Rollen liebenswürdig. (…) Die Aufmachung ist recht sauber, mit schönen Außenaufnahmen aus unserer Stadt, die Photographie auf der Höhe. Ein ausgezeichneter Publikumsfilm… .“